# Bois de la Baltique
 (août 2019).
Si vous disposez d'ouvrages ou d'articles de référence ou si vous connaissez des sites web de qualité traitant du thème abordé ici, merci de compléter l'article en donnant les références utiles à sa vérifiabilité et en les liant à la section « Notes et références ».

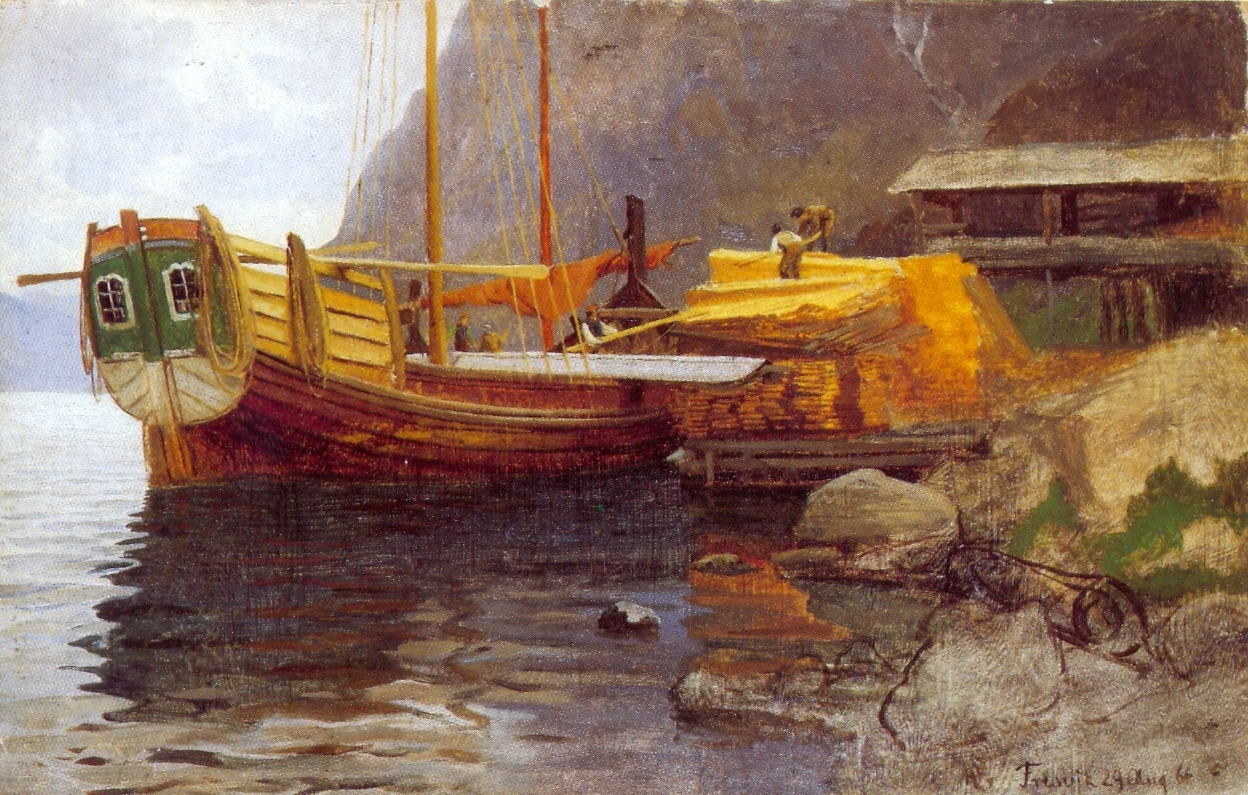
Hans Fredrik Gude--En Sognejakt--1866

Le commerce du bois de la Baltique était un enjeu stratégique, surtout du temps de la marine en bois.

## Histoire
La surexploitation de la forêt médiévale  dans les zones densément peuplées de l'Europe conduisit à une déforestation et à la recherche de sources de bois plus lointaines. Le développement du commerce maritime et du trafic fluvial va relier de nouvelles sources de bois aux marchés d'Europe du Nord. L'ampleur massive des exportations de bois peut être vue dans l'évolution de la taille des cales des navires : trois cents tonnes au XVe siècle et mille tonnes au XVIe siècle. La dendrochronologie, nous apprend que de grandes quantités de chêne de haute qualité nécessaires pour approvisionner l'Europe occidentale provinrent des régions de la Pologne, de la Lituanie et la Lettonie. Le bois de la Baltique provenant de sources intérieures, était flotté sur les rivières vers des ports tels que Gdansk, sur la Vistule. Il était ensuite chargé sur des navires vers les centres de commerce dans toute l'Europe du Nord et de l'Ouest, compris l'Espagne et le Portugal. Il était relativement peu coûteux de se procurer et de transporter du bois depuis les ports de la Baltique, et l'ensemble du processus - de la coupe dans les forêts aux centres de transactions sur les marchés de Londres, d'Anvers ou d'Amsterdam - pouvait prendre plusieurs mois. Par suite de l'épuisement des réserves forestières, l'industrie du bois se déplaça vers le nord et l'est et vit s'accroitre l'importance de Riga, comme centre d'exportation du bois. Plus tard, dans la première moitié du XVIIe siècle, la Norvège devint également un grand exportateur de bois.
Bois de chêne, douves, goudron et poix, les mâts — matières premières indispensables aux constructions navales — était destinée surtout à la Hollande et à l'Angleterre et en outre, vers la fin du siècle, aux pays de la péninsule ibérique débouchés d'importance croissante. L'exportation du chanvre et du lin, indispensables à la confection des voiles et au gréement des bateaux était également liée à l'exportation des bois de construction. Gdansk, Koenigsberg et Riga avaient, aux XVe et XVIe siècles une très grande importance pour le développement des flottes hollandaise, anglaise, espagnole et portugaise.
Le commerce de la baltique sera détenu par les vikings, puis la Hanse, puis les Hollandais. Ce qui plaçait souvent les pays européens dans une situation délicate quant à l'approvisionnement en bois de marine, et en goudron de pin. La route maritime en provenance de Norvège, présentait aussi un goulet d'étranglement, l'Øresund - le détroit étroit séparant le Danemark de la Suède - un passage facilement bloqué par les marines ennemies, en particulier les Hollandais qui étaient géographiquement bien placés pour faire obstacle au commerce à travers la Mer du Nord ; comme le pouvaient aussi, dans une moindre mesure, les Français.
La plupart des pays européens, mercantilisme oblige, ne juraient que par leur balance commerciale, et s'imposait pour eux le constat douloureux d'une balance défavorable vis-à-vis des pays scandinaves. Leurs efforts visaient à trouver d'autres sources d'approvisionnement.
Aujourd'hui l'Allemagne, la Russie, l'Autriche, la Pologne (pour la menuiserie), la Suède et la Finlande se placent toujours dans le top 10 des principaux exportateur de bois d'œuvre, bien qu'ils aient été supplantés par le Canada ou les États-Unis.

## Forêts

Bassin hydrographique de la mer Baltique

Distribution de Pinus sylvestris en Europe. Forêt native en vert.

Distribution de Quercus robur

Le transport du bois est tributaire des fleuves pour le flottage. Le bassin hydrographique de la mer Baltique donne une idée des forêts drainées par le commerce balte du bois. Plusieurs ports se dégagent partir des fleuves:

### Saint-Empire romain germanique
L'Allemagne occidentale n'offrait probablement pas à la pénétration économique hollandaise au XVe siècle et au XVIe siècle, mais l'arrière-pays riche en produits forestiers et céréaliers des ports de Brême et Hambourg intéressaient aussi le commerce hollandais.
Les ports d'exportation du saint empire sont les villes hanséatiques de :
- Rostock, sur le Warnow ;
- Stetin, sur l'Oder.

### Pologne et confédération livonienne (Lettonie et Estonie)
Les ports d'exportation polonais sont Gdansk et Koenigsberg (actuelle Kaliningrad) voir Toruń sur la Vistule.
Au XVe siècle, Gdansk et la Livonie étaient sources d'approvisionnement en bois pour la Hollande ; pour la première depuis l'arrière-pays polono-lituanien, et pour la seconde depuis les ressources forestières illimitées de la Russie. La Mazovie était fort riche en forêts. Les habitants de ces petites villes flottaient toutes les espèces de bois jusqu'à Danzig, ainsi que du goudron, du cirage, de la cendre et d'autres produits analogues, favorisant l'essor économique de Wyszogród, Czersk, Pułtusk, Plock, Varsovie, Wizna et autres bourgades situées au bord de la Vistule et ses affluents de droite dont la Narew. Les Prussiens se rendaient fréquemment eux-mêmes en Mazovie pour les emporter à Danzig. Des entrepôts de bois sont construits à Danzig sur la Motlava. Des bourgades reculées comme Nowy Sącz faisaient du commerce de bois d'if du moins jusqu'à Toruń.
Le commerce du bois avec la Lituanie se faisait via la Curisches haffe.
Le sciage en Pologne était entre les mains des paysans qui, dans les domaines importants, assuraient aussi le fonctionnement de scies hydrauliques. Le paiement dans les grands centres de vente se faisait souvent en nature, notamment de draps des Pays-Bas très répandus depuis la fin du XIVe siècle. Au XVe siècle les principaux destinataires des bois polonais sont la Hollande, puis l'Angleterre, tandis qu'augmente l'importance du marché ibérique.
Seconde moitié du XVIe siècle on constate un fléchissement de l'exportation du bois et de ses dérivés à Gdansk attribuable à l'extension rapide de l'agriculture en Pologne. On peut présumer que l'exportation massive des bois, ancienne de deux siècles a contribué au déboisement des régions riveraines des voies fluviales, et aussi que le développement de la sidérurgie des industries minières et de la verrerie avait fait reculer la forêt. L'importance des territoires lituano-russes augmente sensiblement en tant que sources de l'exportation des bois, et surtout du goudron de pin, de la poix et des cendres destinés aux marchés occidentaux ; ce qui influença fortement les exportations à Koenigsberg (Kaliningrad) et à Riga. Le lieu de production le plus important du bois (destiné aux constructions navales) devient la Norvège.
Les premières législations forestières sont mises en place en Pologne par Grigori wolowicz en 1558, pour compte de Sigismond II.
De la confédération livonienne, on trouve successivement :
- Klaipėda (Memel) sur le Niémen ;
- Riga, capitale de la Confédération livonienne sur la Daugava ;
- Reval (actuelle Talinn), sur la Pirita ;
- Narva, sur la Narva; Pskov, (actuel Oblast de Pskov, Russie), sur la Velikaïa affluant de la Narva ;
- Novgorod, (actuel Oblast de Novgorod, Russie), sur la Volkhov.

### Finlande (Suède), République de Novgorod, puis Russie

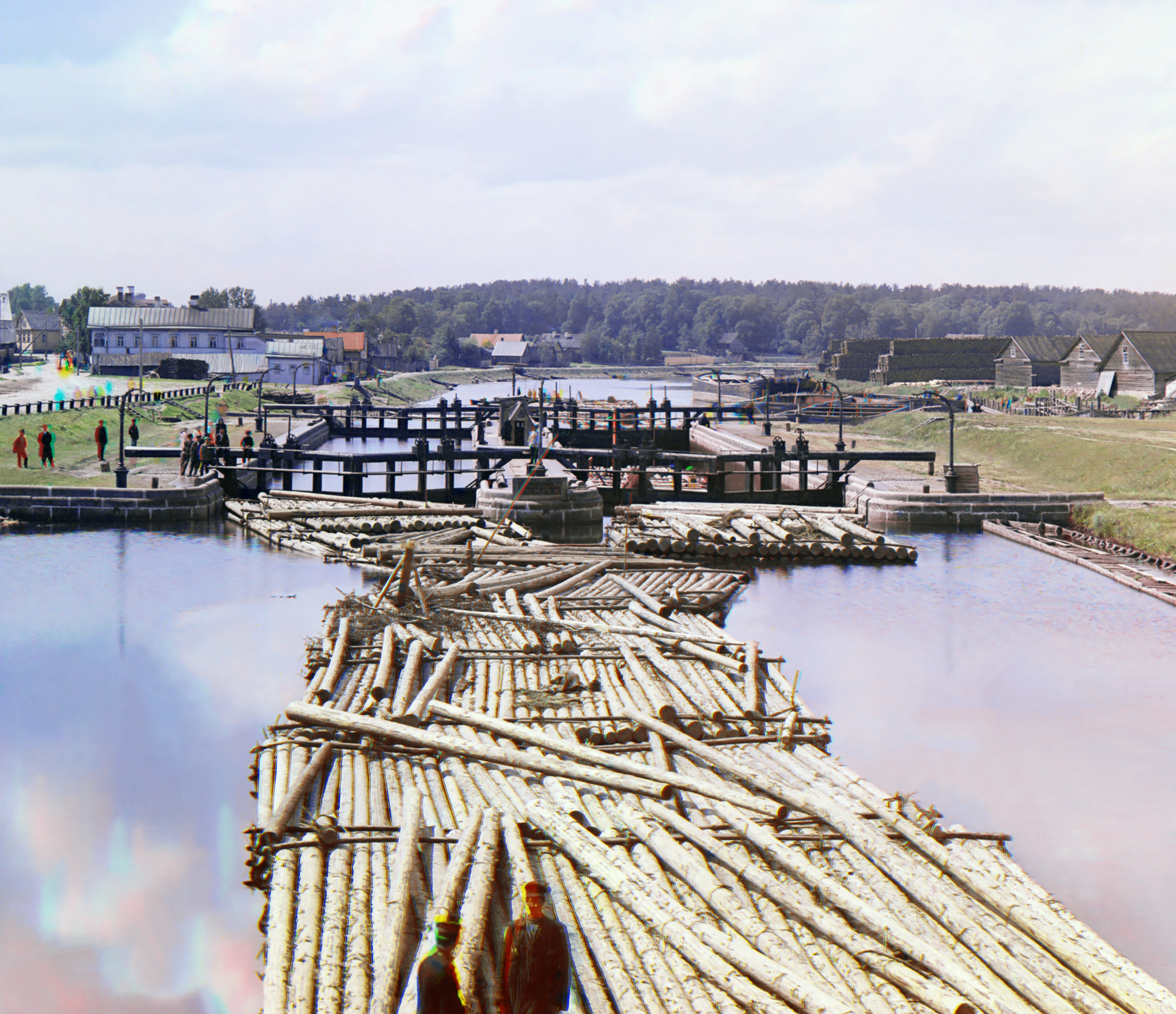
Sergueï Prokoudine-Gorski. Flottage sur le grand canal-Pierre Ier. Ville de Shlisselburg. [Empire russe]. 1907

Aux XVIe siècle et XVIIe siècle, le monde russe accuse une balance commerciale favorable par rapport au reste de l'Europe. Elle pourvoit nombre de matières premières indispensables à l'économie occidentale : bois, lin et chanvre, peaux, suif, goudron de pin, potasse et quelques produits de luxe comme fourrures et cuirs fins. Le payement de tous ces produits ne s’effectue qu'en partie sous forme de marchandises : draps de laine, soieries, quincaillerie, etc. les Russes demandent surtout or et argent, monnayés ou non. Les puissances bordières de la Baltique qui barrent à la Russie un accès la mer, ont chacune intérêt à devenir l'unique intermédiaire entre le marché russe et le reste du monde. Après le déclin du comptoir de Novgorod, Reval, Tallinn et Riga s'arrogent ce privilège interdisant à tous les marchands étrangers et même les autres Hanséates le commerce direct avec les Russes, si bien que le mécontentement est général vers le milieu du XVIe siècle. Ivan le Terrible parvient à établir les comptoirs de Narva en 1558 qui connait un boom économique en 1559 ; Reval la rivale flouée se place sous la protection de la Suède ; et Riga sous la protection de la Pologne. Ces trois États se font la guerre et le centre du commerce Russe oscille de Pskov, à Riga, Arkhangelsk fondée en 1584, Reval, et Viborg. La côte norvégienne du Finmark est d'un nouvel intérêt stratégique pour le commerce vers Arkhangelsk.
Anglais et Hollandais sont intéressés au maintien de la paix sur la Baltique.
La montée en puissance de la Suède devient menaçante. L'empire suédois doit son existence à l'ambition mal calculée de contrôler le commerce russe de Riga à Arkhangelsk, enfin réaliser le Dominium maris baltici.
La Suède est également un puissant protectionniste du commerce et impose des droits élevés aux importations britanniques. À partir des Guerres anglo-néerlandaises de la fin du XVIIe siècle, des hommes d'État et des marchands britanniques vont chercher les autres sources d'approvisionnement mentionnées plus haut.
Pierre Ier le Grand fonde Saint-Pétersbourg en 1703.
La grande guerre du Nord voit la défaite de la Suède, et le traité de Nystad de 1721 fait de la Russie la nouvelle puissance principale de la mer Baltique.

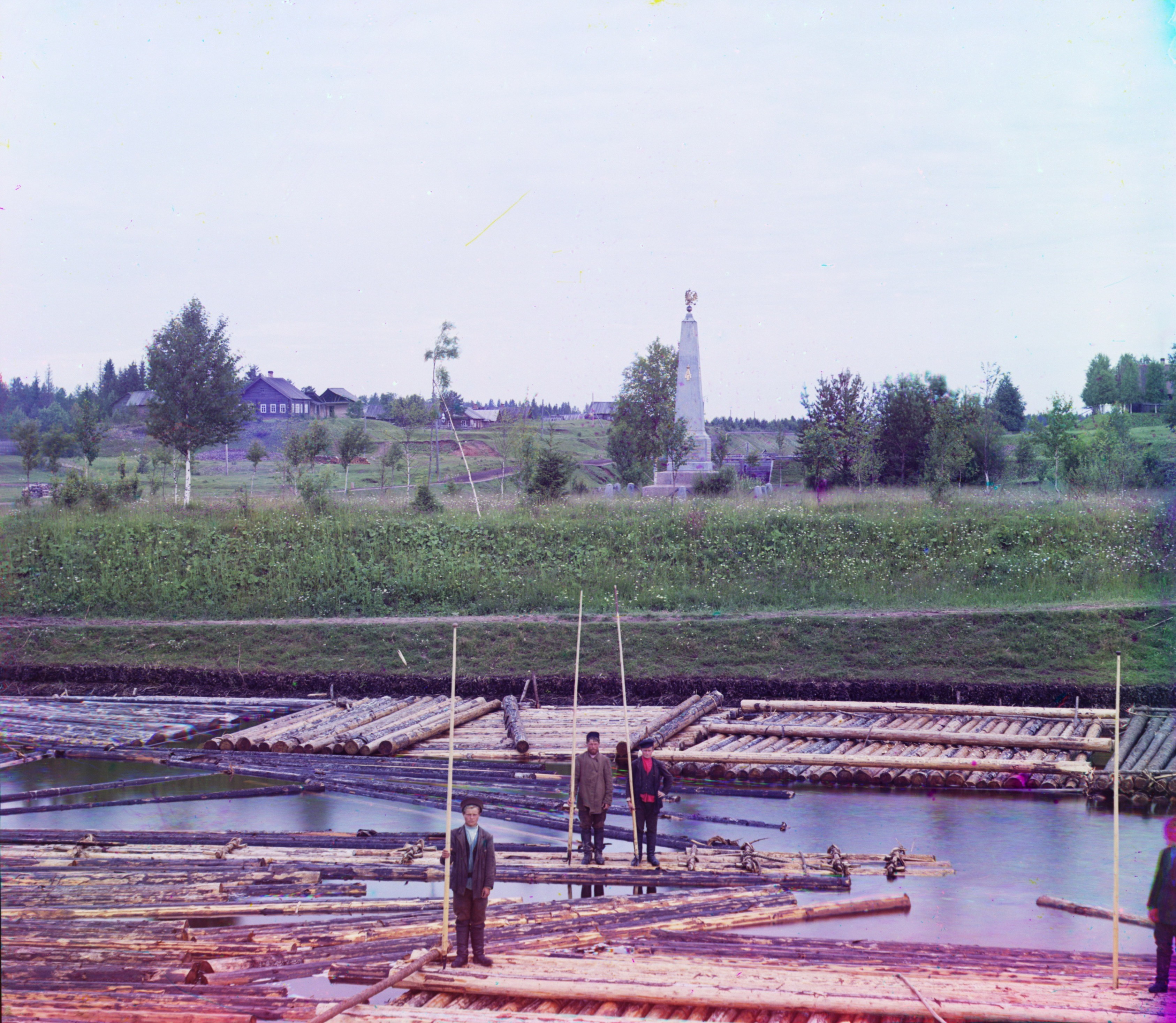
Flottage devant le monument sur le canal Novo-Mariinsky. Système Mariinsky. District de Vytegorsky de la province d'Olonets. Photo par Sergueï Prokoudine-Gorski vers 1909.

Fin XIXe siècle, la Russie exporte vers la Baltique via Riga, Saint-Pétersbourg, et son avant-port de Kronstadt, Narva et Libau. Saint-Pétersbourg était alimentée par la Neva, du bois provenant du bassin du lac Ladoga. Le canal Mariinsky relie le bassin du lac Ladoga à la Volga (bassin aralo-caspien).
Au XVIIIe siècle, l’Angleterre supplante la Hollande comme principal acheteur des produits forestiers du Nord. Des entreprises comme J. Thomson, T. Bonar & co, ayant leur siège à Londres et à Saint-Pétersbourg, à partir du XVIIIe siècle feront fortune dans le commerce du bois de la Baltique.

Le commerce du bois russe reposait sur une main-d'œuvre qui restait dans la Russie impériale très peu payée, si on compare ses salaires à ceux de l'Europe occidentale. Les conditions du travail dans les forêts, étaient restées très primitives avant 1914. Lénine, dans son ouvrage, Développement du capitalisme en Russie caractérisent l'économie forestière de la Russie tsariste au tournant du siècle comme des plus primitives. Dans cette branche de l'activité règne dans une large mesure la servitude. L'abolition du servage de 1861 provoqua une grosse augmentation des prix du bois qui quadruplèrent ente 1865 et 1890.

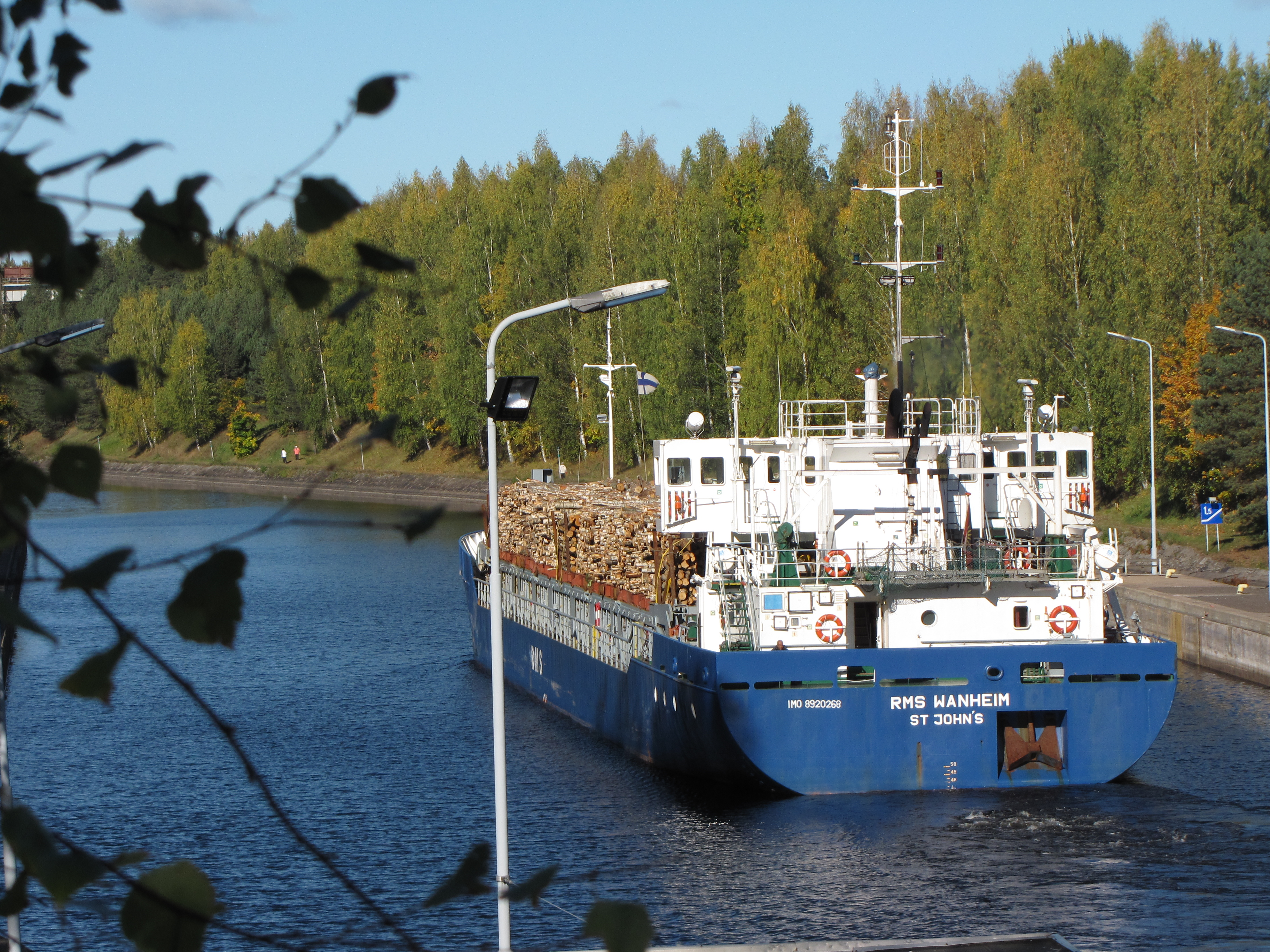
RMS Wanheim dans le canal de Saimaa à Lappeenranta, Finlande.

- Vyborg, en 1856 connecté par le canal de Saimaa, au Saimaa ; le canal est creusé à partir de 845 et inauguré le 7 septembre 1856. Il relie Lappeenranta et Viipuri (actuellement Vyborg en Russie), villes appartenant à l'époque au grand-duché autonome de Finlande rattaché à la Russie impériale, sa fonction première était le flottage des grumes[11].
- Oulu sur l'Oulujoki, etc.

### Suède
Précédant Göteborg, Lödöse est l'un des ports suédois les plus anciens sur la mer du Nord. Les navires pouvaient atteindre Lödöse depuis la mer sans les obstacles de chutes ou d'écluses dont est ponctuée le Göta älv, émissaire du Vänern, le plus grand lac de Suède, sur lequel le commerce du bois se développe. Les échanges entre le Cattégat avec le Vänern ont été longtemps rendu impossibles par la tumultuosité du Göta älv, particulièrement les chutes de Trollhättan. En venant du Cattégat, les navires pouvaient naviguer librement jusqu'à Lödöse, qui devient une ville importante. Les rapides seront évités par portage (stora edet et lilla edet, Trollhättan). Des plans d'aménagement de canaux sont d'abord établis par Rasmus Ludvigsson, le secrétaire de Gustave Ier Vasa en 1540. Une première écluse à lilla edet, probablement pour le flottage du bois, n'est pas terminé avant 1607. Un des premiers types de navires de charge sur le lac Vänern était le blockskuta (formé à partir d'un dialecte suédois du Värmland, block, qui signifie bille de bois, c'est un transporteur de grumes), qui était un navire à voile carrée. Au XVIIe siècle, il est remplacé par le bojort hollandais plus facile à manœuvrer. Le blocus continental de Napoléon Bonaparte fera la fortune de commerçants comme Niklas Björnberg qui se diversifient dans le bois à cette époque.

### Norvège
Alors que des arbres appropriés mettent des décennies à pousser, dans des pays densément peuplés comme l'Angleterre, un mètre carré de terrain pouvait généralement être utilisé de manière beaucoup plus rentable, en produisant des denrées alimentaires plutôt que du bois d'œuvre. Le bois n’était donc une industrie viable que dans les pays à faible densité de population tels que la Scandinavie, ceux de la région de la Mer Baltique et de l’Amérique du Nord. Les pays de la Baltique, et en particulier la Norvège, présentaient d'autres avantages, notamment des scieries de qualité supérieure, et des prix de transport souvent inférieurs à ceux des déplacements terrestres lointains. L'extension de l'agriculture de la sidérurgie ou de l’industrie verrière, se fait aux dépens des terrains boisés. Au XVe siècle et au début du XVIe siècle, les Hollandais s'intéressaient beaucoup moins au commerce avec la Suède, malgré les richesses naturelles de ce pays.
Au XVIe siècle, la Norvège méridionale et orientale devient un exportateur important de bois vers les Pays-Bas et l'Angleterre. La situation géographique de la Norvège, beaucoup plus favorable que celle de la Pologne par rapport aux marchés occidentaux, a pu être une circonstance menant à la réduction des exportations polonaises. L'importation du bois et surtout du bois de chêne norvégien intéressait vivement les Hollandais au XVIe siècle, ils s'efforçaient de décider le gouvernement danois à renoncer aux restrictions en vigueur dans ce domaine, qui avaient pour but de faciliter les livraisons de matières premières destinées à la flotte danoise.

## Un commerce international
La navigation sur la Baltique pouvait être périlleuse. Si cela n'avait pas déjà été fait pour cette première raison, le commerce sur la Baltique pouvait être aussi découragé par les produits, lourds, encombrants et de peu de valeur relative qu'elle proposait, comme le bois, et qui ne donnaient à la vente que des bénéfices réduits. A cela s'ajoutait dans tout le Nord une circulation restreinte des espèces métalliques, l'instabilité des cours de marchandises comme les bois et les grains, et des habitudes commerciales difficile de ces pays où l'on achète comptant, où l'on vend à tempérament. Des nouveaux venus comme la France ne se risquèrent que très peu dans l'aventure.
Aidés par la banque d'Amsterdam, installés dans toutes les places de commerce à l'instar des Hanséates dont ils avaient pris la place à partir de la première moitié du XVIe siècle, les Hollandais exercent au XVIIe siècle sur le marché de la Baltique un véritable monopole. Ils tirent par ailleurs de la Baltique tout ce qui est nécessaire à leur prospérité et à leur subsistance : denrées et matériaux de construction navale. Au XVIIIe siècle, elle est supplantée par l'Angleterre.
La mer Baltique présente un goulet d'étranglement, l'Øresund, sur lequel les Danois, à Elseneur, établirent au XVe siècle une douane, pour rançonner le commerce passant, quasi entièrement détenu par les Hanséates. Les registres s'étendant sauf quelques interruptions de 1497 à 1857 et constituent une source précieuse pour l'histoire économique.
En 1787, 800 000 tonneaux de produits forestiers transitent par l'Øresund vers l’Ouest, soit la moitié de la capacité des navires passants.
Le nombre de pièces exportées passe de 27 700 000 entre 1760-1770 à 37 000 000 au cours de la décennie suivante.

### Commerce hollandais
Le commerce de la Baltique est la base de l'essor de la vie économique hollandaise ; et pendant la première moitié du XVIe siècle, Amsterdam (mais aussi des villes comme Enkhuizen et Hoorn) était déjà un centre important de distribution du blé et, quoique les sources historiques soient moins explicites sur ce sujet, de bois, de goudron de pin et d'autres matières premières indispensables à la construction navale. Le bois était en Hollande non seulement à la construction des bateaux, des maisons, mais aussi à celle des digues.
Gdansk et la Livonie étaient sources d'approvisionnement en bois, pour la première depuis arrière-pays polono-lituanien et pour la seconde depuis la Russie. Amsterdam jouait, déjà au XVIe siècle le rôle d'un débouché important. Le commerce hanséatique toutefois restait encore très actif et les habitants des villes hanséatiques, surtout ceux de Gdansk, non seulement livraient leurs marchandises à Amsterdam, mais les exportaient aussi eux-mêmes en Angleterre, en Espagne, en France et au Portugal. Au XVe siècle, les Hollandais convainquirent les habitants de Gdansk à leur permettre de construire des bateaux dans les chantiers de leur port. Selon le livre du marchand, trois types de bois étaient achetés à Dantzig : wagenschot, bogenhout et klaphout. Les wagenschot étaient constitué de lourdes planches de chêne, les bogenhout servaient pour la fabrication des armes, les klaphout pour le logement, pour les merrains et surtout pour les charriots , les wagenschot servaient aussi à la construction des carènes des navires.
Les Hollandais disposaient pour la navigation sur la Baltique de vaisseaux de cent à cinq cents tonneaux et d'une foule de bâtiments plus légers, selon les termes d'un correspondant de Colbert, « Ronds et presque plats dessouz et moins forts et pesans que ceux qui hantent les ports où il y a marée, à laquelle la Baltique n'est point subjecte ». D'expérience les Hollandais savaient adapter le matériel naval aux besoins des négociants. À la pinasse, ils avaient peu à peu substitué la flûte. Deux types dominaient dans les mers septentrionales, Oostvaerder aménagé pour embarquer des barriques, des grains et des farines et le Noortsvaerder de forme presque rectangulaire, destiné à recevoir les bois et les mâts de Norvège, longs-courriers semblables aux vaisseaux de la VOC, mais d'une construction plus légère et moins chargés d'artillerie. Pour le trafic des côtes européennes les Hollandais disposaient également d'une foule de bâtiments de moindre importance : flibots, galiotes, galéasses, koffs, boyers, sémaques (ou sémales), evers, hourques, bélandres jaugeant une centaine de tonneaux et dont les plus petits, d'un tirant d'eau très faible, pouvaient remonter les rivières et par l'emploi de dérives latérales ou semelles naviguer le long des côtes et tenir la mer.
Au XVe siècle l'expansion commerciale des Hollandais dans les pays de la Baltique se fonde sur l'exportation vers l'Est du drap hollandais et anglais, et du sel breton, ainsi que sur l'importation de quantités de plus en plus grandes de céréales (la Hollande ne pouvait pas vivre sur ses propres réserves de céréales), de chanvre, de lin et surtout de bois, de poix, de goudron et d'une certaine quantité de cuirs et de fourrures, etc. Les bateaux hollandais, en quittant leurs ports d'attache, se rendaient en Bretagne charger du sel, du vin et des denrées du midi. Avec ce chargement, ils naviguaient vers la Baltique, ils y vendaient leurs marchandises, et y achetaient des céréales, du bois, des cendres et d'autres produits locaux destinés à la Hollande et aux pays de l'Europe occidentale. Ce commerce de bascule était déjà pratiqué au XVe siècle. Vers la fin du XVe siècle, les bateaux hollandais se rendaient déjà en Espagne et au Portugal où ils pouvaient également s'approvisionner en sel, en fruits et, de plus en plus souvent, en denrées coloniales, en échange de leurs propres produits, oies, produits industriels étrangers, ainsi que les marchandises des pays de la Baltique. La douane d'Arnemuiden mentionne fréquemment de 1542 à 1545 des bateaux appartenant à des Hollandais qui, venant d'Amsterdam et d'autres ports du Waterland se dirigeaient vers les ports du golfe de Biscaye, l'Andalousie (souvent Sanlúcar de Barrameda), Lisbonne et le Portugal méridional (surtout Tavira). Outre du drap et de la toile, ces bateaux transportaient du bois de chêne, des madriers, des planches, du bois à rames, des mâts, des douves, du goudron, de la poix, du lin, du chanvre, etc. Les Espagnols et les Portugais achetaient aussi ces marchandises directement à Amsterdam. Même pendant la révolution néerlandaise les Hollandais s'efforçaient énergiquement de conserver entre leurs mains la fourniture des marchandises des pays de la Baltique aux États de Philippe II: le Sud des Pays-Bas, l'Espagne et le Portugal.
Au lendemain de la guerre de Quatre-Vingts Ans, les traités de Westphalie de 1648, qui voient les Provinces-Unies pleinement reconnues par l'Espagne, et les embargos sur son commerce levés, toutes la puissance hollandaise peut se déployer sur le commerce européen et mondial.
Les exportations des pays de la Baltique vers la Hollande conserveront toujours le caractère d'exportation de matières premières.
Dès le XVe siècle, il viendra en Hollande aussi du bois de la Forêt-Noire, par flottage sur le Rhin, à Dordrecht, qui par le hasard d'un raz-de-marée en 1421 qui la relie à la Mer du Nord, devient un centre important du commerce du bois.
Au XVIIIe siècle, l’Angleterre supplante la Hollande comme principal acheteur des produits forestiers du Nord

### Commerce anglais
La marine anglaise est depuis la période Tudor dépendante de l'étranger pour ses mâts.
Le défrichement des forêts était nécessaire au développement économique de l'Angleterre. Les coupes de bois, à destination de la construction des navires, des maisons, mais aussi pour le chauffage, constituent un apport de devises substantiel pour la couronne, et toujours il faut toujours s'assurer qu'il reste suffisamment de bois en Angleterre pour les besoins de la marine.
Une première pénurie de bois est enregistrée en 1535, attribuée à la dissolution des monastères par Henri VIII, lorsque les forêts appartenant aux maisons ecclésiastiques sont abattues en bloc ; et première loi de préservation est adoptée par le Parlement la même année.
Au cours du XVe siècle et du XVIe siècle, les Hollandais réussissent partiellement à se rendre maîtres du commerce entre les pays de la Baltique et l'Angleterre. La Hollande est un allié de l'Angleterre contre l'Empire espagnole, mais le traité de Londres voit l'Angleterre renoncer à cette union. Au lendemain de la Guerre de Quatre-Vingts Ans, les Traités de Westphalie de 1648, qui voient les Provinces-Unies pleinement reconnues par l'Espagne, et les embargos sur son commerce levés, toutes la puissance hollandaise peut se déployer sur le commerce européen et mondial ; et en quelques années, les marchands anglais sont pratiquement débordés dans les échanges commerciaux entre la mer Baltique et la mer du Nord, ceux vers la péninsule ibérique, la Méditerranée et le Levant. Les premiers Actes de navigation anglais sont principalement initiés par la détérioration ruineuse du commerce anglais. En 1650, le Conseil permanent du commerce et le Conseil d'État du Commonwealth élaborèrent une politique générale visant à entraver la circulation des produits de base méditerranéens et coloniaux via la Hollande et la Zélande en direction de l'Angleterre. Le monde qui se profile, mercantilisme oblige, voit les empires se replier sur le commerce avec leurs colonies.
Par les Actes de navigation (Navigation Acts), les marchands anglais sont désormais obligés d'importer les produits directement des terres productrices, substituant dans leur rôle historique dans ce commerce, les navires hollandais par des navires anglais, mais surtout les navires de pays producteurs, comme ceux de la couronne suédoise pour le goudron de pin par exemple.
Les guerres anglo-néerlandaises à partir de 1650, sont une série de guerres au XVIIe siècle et au XVIIIe siècle entre l'Angleterre et les Provinces-Unies dont l'enjeu sont le contrôle des échanges commerciaux internationaux ; de ce fait, la quasi-totalité des combats sont menés sur mer, sollicitant la capacité des deux nations à renouveler leurs flottes. Les Provinces-Unies sont en en mesure de couper l'approvisionnement en bois en provenance de la Baltique et la Troisième guerre anglo-néerlandaise (1672-1674) rend évidente en Angleterre la rareté des bois de marine. Le traité de Westminster de 1674 en rouvrant le commerce balte, soulage les problèmes d'approvisionnement en bois de mâture, mais il y a toujours pénurie critique de chêne.
De plus en plus de bois de mâture vient des colonies du Nord de l'Amérique. En 1605, George Weymouth, a trouvé sur les rives de la rivière Saint-George des arbres de grande hauteur remarquables, qui rapporte-t-il pourraient faire des mâts pour des navires de quatre cents tonnes ; il rapporte en Angleterre des échantillons du pin qui porte désormais son nom ; et quatre ans plus tard, la colonie de Jamestown envoie des pins de mâture vers l'Angleterre et en 1640, la production de mât devient la première industrie majeure de la Nouvelle-Angleterre; et sous le règne d'Anne, l'attention se porte aussi vers les pins d'Écosse. Mais la prohibition imposée sur les colonies par la Grande-Bretagne, qui obligeait celles-ci à n'exporter leur production, que vers la seule Grande-Bretagne, tendait naturellement à faire baisser dans les colonies, le prix du bois, et par conséquent à augmenter les dépenses du défrichement des terres, le principal obstacle à leur mise en valeur.
En vertu des Navigation Acts, les marchands anglais étaient normalement obligés d'importer du goudron directement des terres productrices. L'Angleterre de 1700 est essentiellement dépendante de la Suède pour le goudron de pin. La coïncidence de la grande guerre du Nord (1700-1721) et la guerre de Succession d'Espagne (1701-1714) provoqua une crise majeure dans les relations commerciales de l'Angleterre avec les pays de la Baltique. Alors que les besoins anglais en brai augmentaient, les incursions russes en Finlande perturbèrent l'approvisionnement à la source. Les monopolistes suédois réagirent en augmentant les prix et en refusant dès lors de vendre du goudron en Suède, le commercialisant à la place à l'étranger, entièrement par leurs propres moyens. Lorsque les besoins de la marine anglaise devinrent criants en 1702-1703, la Norrländska tjärhandelskompaniet, bien qu’expédiant en France, laissa l'Angleterre pratiquement sans goudron ; Ce qui fût corrigé à l'époque, mais à partir de 1705, les expéditions de goudron suédois à destination de l'Angleterre diminuèrent régulièrement en raison de la détérioration des relations anglo-suédoises. Une légère augmentation des expéditions en provenance de Norvège ne pouvait pas combler ce déficit ; peu de choses pourraient être obtenues de la Baltique orientale ; les vastes réserves d'Arkhangelsk étaient monopolisées par des syndicats qui ne s'installaient qu'en Hollande, les pressions diplomatiques ne permettent d'obtenir pour l'Angleterre que quelques avantages. Pour riposter à ce tour de politique mercantile, et se rendre indépendante non seulement de la Suède mais de toutes les autres puissances du Nord, la Grande-Bretagne se tourne une fois de plus vers la Nouvelle-Angleterre ; une prime à l'importation (bounties) est instaurée sur les munitions de marine d'Amérique. L'effet de la prime fut de faire monter en Amérique, le prix du bois, beaucoup plus qu'elle ne pouvait abaisser la prohibition entretenue par les Navigation Acts, et comme les deux règlements furent portés à la même époque, leur effet réuni tendit plutôt à encourager le défrichement des terres en Amérique. Par le Bounty Act de 1705, les fournitures provenant de la Nouvelle-Angleterre et des Carolines furent tellement stimulées qu’en 1718-1825, l’Angleterre recevait plus des quatre cinquièmes de ses munitions navales hors de ses colonies. Bien que la Suède ait abandonné le monopole après la mort de Charles XII, son commerce de goudron dut attendre la révolution américaine pour une nouvelle période de véritable prospérité.
À la fin de la guerre de Sept Ans (1756-1763), pratiquement toutes les forêts indigènes anglaises avaient été dépouillés du bois destiné à la marine et d'importantes importations de sapin de la Baltique sont réalisées. En 1759, la Royal Society of Arts offre des médailles d’or et d’argent pour les plus grandes plantations d’arbres et, poursuivant l’initiative jusqu’à la fin du siècle, encouragea la plantation de millions d’arbres. En 1768, le Navy Board signala à l'Amirauté les difficultés rencontrées pour se procurer du bois et demanda que des mesures soient prises pour y remédier. Trois ans plus tard, un comité parlementaire examina le sujet en détail et constata que pratiquement aucune grande pièce de bois ou bois tors autochtone ne pouvait être obtenue. L'Amirauté procéda à une limitation du tonnage des navires de la Compagnie des Indes orientales afin d'empêcher la concurrence d'obtenir du bois de plus grande taille. Ils ordonnèrent de maintenir en tout temps une réserve de trois ans sur les chantiers navals et, important une grande quantité de chênes de la Baltique, ils brisèrent pendant un certain temps le monopole du bois, qui entravait l'approvisionnement. C'était la première fois que l'on utilisait beaucoup de chêne étranger, de grosses cargaisons sont achetées à Stettin, Brême et Rostock.
Au XVIIIe siècle, l’Angleterre supplante la Hollande comme principal acheteur des produits forestiers du Nord. Des entreprises comme J. Thomson, T. Bonar & co, ayant leur siège à Londres et à Saint-Pétersbourg, à partir du XVIIIe siècle feront fortune dans le commerce du bois de la Baltique.
Le blocus continental de 1806 instauré par Napoléon Bonaparte, oblige le Royaume-Uni, qui s'alimente habituellement sur la Baltique, à importer du bois en provenance du Canada, stimulant le commerce du bois carré, particulièrement sur la rivière des Outaouais. Ce commerce est de nouveau encouragé par des tarifs préférentiels. Dès 1820, le bois est devenu l'un des premiers domaines d'application de la théorie du libre-échange. Cela est dû en partie à la persistance de puissants marchands qui souhaitaient voir l’ancien commerce balte rétabli.